# Дорнелаш (Амареш)
Дорнелаш (порт. Dornelas) — район (фрегезия) в Португалии, входит в округ Брага. Является составной частью муниципалитета Амареш. Находится в составе крупной городской агломерации Большое Минью. По старому административному делению входил в провинцию Минью. Входит в экономико-статистический субрегион Каваду, который входит в Северный регион.
Население составляет 690 человека на 2011 год. Занимает площадь 3,26 км².